# Bailliage de Wasselonne

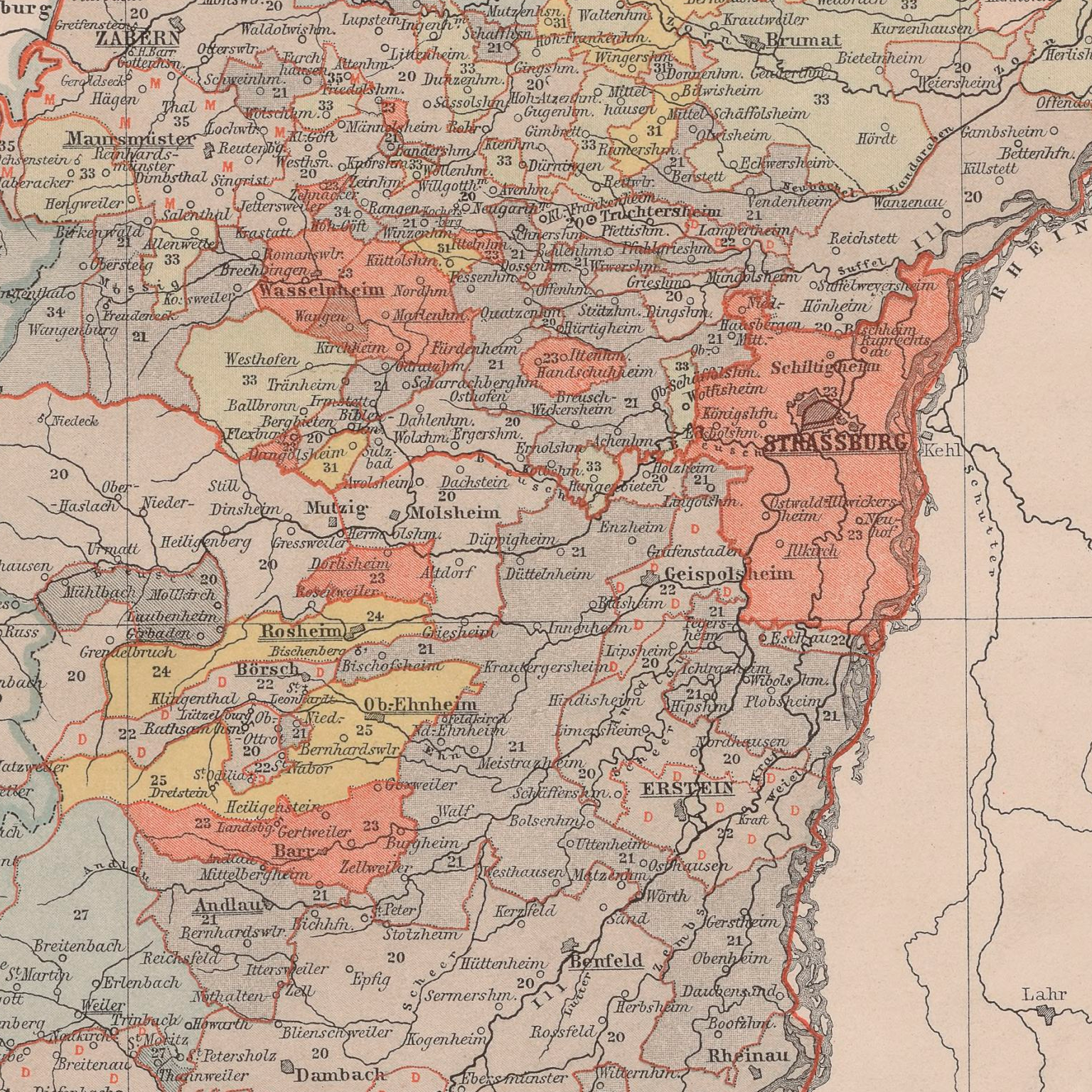
Les territoires de la ville libre de Strasbourg en 1789 (en orange).
(Bibliothèque nationale de France)

Le bailliage de Wasselonne est une circonscription administrative féodale qui dépend de la ville impériale libre de Strasbourg au Moyen Âge et à l'époque moderne. Cette cité-État du Saint-Empire romain germanique, rattachée au royaume de France en 1681, est propriétaire seigneurial de plusieurs domaines en Basse-Alsace jusqu'à la Révolution française.

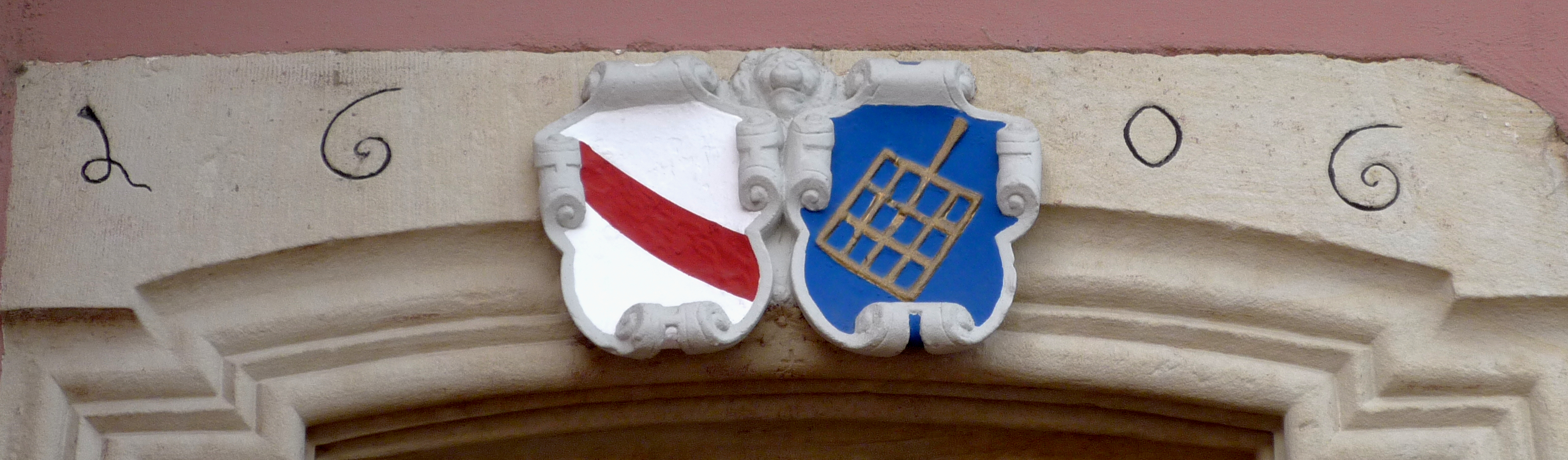
Blasons de Strasbourg et de Wasselonne décorant une porte.

En 1789, le territoire du bailliage comprend : Brechlingen (aujourd'hui, partie de Wasselonne), Flexbourg, Wasselonne et Zehnacker ainsi que, pour moitié, Friedolsheim et Ittlenheim (aujourd'hui, partie de Neugartheim-Ittlenheim).